# 中世纪2：全面战争
《中世纪2：全面战争》是2002年《中世纪：全面战争》的续集，也是Creative Assembly全面战争系列的第四款游戏。游戏场景宏大壮丽，而且有战术模式和战略模式两种玩法：战略模式为回合制策略游戏的形式，而战术模式则是即时战术游戏。
该游戏历史跨度在1080年至1530年之间。和之前的《中世纪：全面战争》一样，主要关注于欧洲、北非与中东地区在中世纪时的战争、宗教和政治。但在遊戲后期，科技树可延伸至火药甚至地理大发现时代，模拟对美洲的探索和征服。

## 可玩性

一群英格兰骑士进攻法国步行封建骑士

与先前的“全面战争”系列游戏一样，该游戏分为两个游戏模式：战役模式与“帝国会战”模式。战役模式分为多人游戏、自定义战役与历史战役。历史战役模拟了史上著名的几个战役，譬如阿苏夫战役和阿金库尔战役。战役也是“帝国会战”模式的主要构成。

### 教程
该游戏教程被称作“前言”。该教程基于黑斯廷斯战役和诺曼征服英格兰事件。玩家首先要扮演军队指挥官征服者威廉之子威廉·卢福斯。卢福斯的职责是为军队提供后卫，同时也让玩家熟悉“战役模式”中的操作。随后他加入战斗。但在历史上，威廉·卢福斯当时只有8岁，所以他不可能参战。玩家随后要征服撒克逊英格兰。

### “帝国会战”
玩家在“帝国会战”模式中要扮演当时的一个派系，建立一个文明，要同时照顾经济和军事，以征服其他派系。玩家在战略地图中要控制其所扮演派系的军队、经济和社会制度。在轮到玩家的回合时，玩家在地图上可以移动军队、舰队和事务官。在一支军队与另一军队开战时玩家可以选择亲临战阵（即来到战术模式亲自操作军队作战），也可以选择自动作战。
玩家可以选择“近期目标”和“远期目标”来进行“帝国会战”。在“近期目标”中，玩家要击败一或两个敌对派系（举例而言，英格兰就要击败其在历史上的敌人苏格兰和法国），并统治至少15至20个据点。“长期目标”则是要统治至少45个据点，其中包括1或2个重要城市，重要城市各个派系都不同，但大多是耶路撒冷、格拉纳达、罗马或君士坦丁堡。
不论难度大小，只要取得“帝国会战”模式的胜利，玩家就能扮演大多数派系进行“帝国会战”游戏，除了教皇国、蒙古、帖木儿、阿兹特克（只在“帝国会战”晚期的美洲大陆中出现）和叛军。

### 地区
每个派系控制一定的据点，而为了继续发展，则必须征服其他派系。和先前的全面战争系列游戏不同，中世纪II拥有两种据点：城市和城堡。这两种据点优缺点各不同。
城堡防御更好，能够招募更多职业军队，但收入较低，教堂可以升级的级数也较低，且无法使用更高级的民用科技。
城市收入较高，是一个派系的科技中心，但易攻难守，只能训练民兵。除了部分特有单位外，民兵总体上较那些在城堡里训练的职业军队差。
小部分民兵驻扎在能训练他们的城市里时，不需要维护费，除此之外的其他军队每回合都需要维护费。城市和城堡之间可以相互转化，但大城市（及巨型城市）无法转化为城堡。城堡升級所需要的人口较低。
和其他全面战争系列游戏一样，每个派系可以在各自的据点上建造建筑，每座建筑都有其不同的功能，譬如训练军队、升级武器和装甲、增加收入、增加城防或增加该据点民忠。中世纪II的一大新特点是可以建造行会。虽然行会种类不同，但是每座据点只能建造一座行会。行会提供一些加成，譬如增加部队的移动点数、提供更好的武器、或更好的事务官；其中一些甚至能够招募新单位，譬如在英格兰建造、升级伐木工人行会后，就能招募虚构兵种“舍伍德弓箭手”。行会还可升级为“高级行会”，提供加成更多，甚至能够在该派系的所有据点提供加成，而行会所在城市提供的加成更多。高级行会还能升级为“行业总部”，提供的加成最多，但每个行业在全世界只能有一个行业总部，每个行业在一个派系里只能有一个高级行会。但如果某个派系攻占一个拥有高级行会的城市，若该行业高级行会已在该派系建立，该派系就能拥有两座同业高级行会。

### 人物
每个派系都有一个统治家族。只要男性家族成员年满16岁后，玩家就能控制该家族成员，让他管理据点或作为将领带兵征战。每个人物都拥有区别彼此能力的特性。一个人物的行为对其特性也有影响——举例来说，一个将领如果常常杀战俘、屠城的话，他的“残暴”就会增加，一个比较“残暴”的人在作战时会让敌人恐惧；一个将领如果经常释放战俘，和平占领据点的话，他的“骑士美德”就会增加，一个拥有较多“骑士美德”的人在作战时会让自己人作战更勇敢。人物也能通过获得技能与随员来让自己更优秀（或更差）。每个人物都能从其父亲遗传特性（或叛变），酒鬼等技能无法消失，近亲结婚会加强儿子遗传得到的特性，技能“天真”和“多疑”不能同时存在于一个人物中，但上述两个技能都会带来消极影响，等等。在战役中取得胜利后，人物可以获得部分技能（其中多为带来积极影响的技能）：举例而言，随着时间的延续，人物身上的伤疤会越来越多；成功完成一次十字军东征的人物能够增加“骑士美德”、“统率力”和“虔诚”的点数。其他技能则是通过管理城市来积累：在闭塞的地方管理不善的将领会变差，但是发展先进的中心城市会让将领更优秀。在获得较大的技能后，该技能的主人会获得头衔，譬如“勇敢者”、“正义者”、“淫贱之人”和“堕落者”。这些头衔纯属装饰。家族成员们一个非常重要的特性是忠诚。如果一个将领不忠诚，他会起义，加入“叛军”派系，带走部分之前带领的军队。
如果没有家族成员率领军队的话，将领就是军队的领导。他们没有特性及技能，也没有随员，但如果被杀，军队的士气会减少，增加军队溃散的可能。如果将领被杀或被刺杀，一位新的将领会取代他，统帅这支军队。如果将领在一场敌我派系兵力悬殊的战役中取胜，或展现出其卓越的领导才能的话，他也许会成为“可招纳英才”，可以提拔进入统治家族。如果被提拔的话，他就变为家族成员，能够获得技能和随员。若被拒绝，他还是一个普通的将领。只有将领率领的部队也许会叛变，加入叛军派系。
每个派系都拥有事务官，事务官能够维护秩序或影响其他派系。事务官包括牧师（或伊玛目）、以及公主、外交官、刺客和间谍。每个事务官都拥有特性，来提高（或降低）行动成功几率。举例而言，公主就拥有“魅力”特性，控制在外交谈判成功几率和求婚被接受的几率。间谍和刺客则拥有“诡计”特性，控制渗入城市或寻找敌情的成功几率。除了公主外，其他所有事务官都在据点上训练，但该据点必须拥有特定建筑——举例而言，只有拥有教堂（或诵经院）的据点能够训练牧师。公主则出生于玩家派系的统治家族，在年满16岁后就能作为事务官活动了。
外交由外交官和公主执行，功能和先前的全面战争系列游戏一样，主要包括签署协议，譬如停战协议、盟约和王室联姻。但是，协商界面与先前的游戏不同；一个显示其他派系对玩家派系的外交态度（比如说派系的财力和处于交战状态的其他派系）的系统已整合进协商界面中了，这个协商界面也显示其他派系是否认为玩家的提议是公平的。
审判者来自教皇国，在玩家失去教皇的欢迎后被送往玩家派系的土地上。他们能够审判异端的传教者，如果他们被发现有罪的话，就会被处决。将领，甚至是玩家派系的国王都可能死于这些上帝的审判者之手。你的事务官不太可能在审判中活下来，除非发生极少发生的情况。为了摆脱审判者，玩家需要与教皇搞好关系，方法包括通过建造教堂、增加信天主教的人数、避免进攻任何更受教皇欢迎的人、抑或干脆就把他们暗杀掉。

### 回合系统
中世纪II使用一种“回合”系统。2年1个回合，每一回合季节会更替。但是这种回合系统也会产生矛盾。举例而言，因为移动系统，在游戏中，从西欧到美洲需要8-10回合（也就是16至20年，因为2年1个回合的缘故）；但在历史上，哥伦布在他最开始的两次航海中都只花费1个月的时间。通过修改游戏文件，玩家可以改为1年1个回合或半年1个回合。

### 派系
中世纪II“帝国会战”共有21个派系，其中17个可玩，但在最开始只有5个可玩：英格兰王国、法兰西王国、西班牙王国、神圣罗马帝国以及威尼斯共和国。不论难度大小，不论玩的是远期目标还是近期目标，只要在“帝国会战”取得胜利，所有可玩派系都会解开。但不论玩家是否在“帝国会战”取得胜利，只要玩家击败最开始的5个派系之外的派系，玩家就能扮演这个派系参与帝国会战模式。击败派系的方法包括征服该派系所有的据点（包括占领临时驻地），或杀死该派系统治家族的所有家族成员。
每个派系都至少拥有1种只有该派系可训练的单位。每个派系其中一种这样的单位在游戏中被称作该派系的“特殊单位”。（举例而言，“波耶骑兵”、“沙皇卫队”和“哥萨克骑兵”都是俄罗斯特有的单位，但只有“哥萨克骑兵”是俄罗斯的“特殊单位”）
游戏中的派系往往来源于现实中历史上的派系，但体现得是否准确则不一定。每个派系可使用的单位往往来源于历史上该派系的军队，并且每个派系都各有优缺点，这样一个派系就可能比较克另一个派系。
为了让各个派系更易被识别，游戏中的派系都做了一定程度的简化处理。举例而言，俄罗斯派系在现实中的中世纪并不存在，而是分裂为各个采邑、公国和国家；基辅罗斯和诺夫哥罗德共和国先后成为该地区最强大的国家。同样，在1139年前，葡萄牙并不存在，且葡萄牙开国君主阿方索一世在游戏中比在历史上早活了30年。

### 战役系统
全面战争系列的重点之一是将战役整合于帝国会战之中。两个或多个派系之间的军队相互交战即一场战役。战役的玩法类似于罗马全面战争，即各种军队彼此交战。战役的目标是击败敌军，玩家可以全歼敌军或让所有敌军溃散逃离战场；在攻城战役中，战役的目标是全歼敌军，或是占领据点的中心广场。玩家也可以选择让战役受时间限制，即进攻方必须在一定时间（电脑决定）内击败防守方，要不然战役的结果就是防守方胜利。
与先前的全面战争系列游戏不同，中世纪II引入了一个新的系统，用于给战场上的部队建模。每个士兵都由不同数量的原件构成，原件包括手臂、腿、护甲、盾牌等待；每种原件式样都不一样。战役开始时，电脑会随机性地为每个单位的每个士兵配原件，因此每个士兵看起来都不一样。不过这系统也存在问题，比如神圣罗马帝国的将领卫队可能会携带英式或拜占庭式的盾牌。战役也体现出了护甲的升级程度——举例而言，在升级链甲后，原本不着装甲的矛兵会穿着链甲。中世纪II另一点与先前的全面战争系列游戏不同的地方是战斗变得更加现实，士兵会通过捕捉敌方动作来进行战斗——而不是只会一或两种普通攻击方法——其中包括使用盾牌、挡开进攻和直接击杀，他们使用的武器和敌人使用的武器都很灵敏。参战的士兵身上可以看到血迹，在士兵被箭射到后能看到有血溅出。战斗中的细节可以在主菜单上的视频设置中进行设置。玩家最多可将4800名士兵投入战场（须将军队规模调为最大规模）。

### 模組
中世纪II開放製作模組的權限，任何人都可以修改及添加遊戲代碼，製作任何類型的模組，為玩家提供非常大的自由度。可修改的內容包括：一個單位的士兵最大數為253人、城鎮最大數為199座、兵種單位最大數為500個、自定義戰役地圖設計、自定義戰鬥地圖設計、自定義城鎮設計、自定義士兵設計、士兵數據修改等。

## 评价
在对中世纪II的各份评价中，PC Gamer美国版给予的评价最高，且授予该游戏“编者选择”，得分90%。在PC Gamer英国版杂志中，该杂志对此款游戏作出评价，称其为“新战争游戏之王”。其图像与可玩性得到了PC Gamer 英国版的极高评价，得分94%。IGN给予该款游戏8.8/10分，称这款游戏不像其前作一样具有革命性，但依然引入了一些新点子，而其他的则以罗马：全面战争为基础，仍然值得一玩。GameSpot给这款游戏8.8/10的分数，称这款游戏“宏大壮丽，引人入胜”，但也批评到其“系统需求极高”。澳大利亚杂志PC PowerPlay给了这款游戏罕见的满分10/10，因其所包含的内容及其丰富，图像也达到下一代的级别。Hyper'杂志的安东尼·福德姆称赞这款游戏“战役和世界地图上难以置信的游戏可玩性”。但是，他也批评道这款游戏“更多的是对此系列游戏细微的改良，而不是大跨步的跃进”。
瑞典历史学家和瑞典学院成员彼得·昂伦德（Peter Englund）在瑞典报纸《每日新闻》（Dagens Nyheter）中对这款游戏作出评价，在报纸中，他将古老的版画和画作等对战役传统的描述和更多现代电影描述战争场景的手段进行对比。昂伦德称中世纪II对战役描述的形式“与1600年代的版画出奇地相似”。
尽管大多数对中世纪II的评价是积极的，但是还是有些批评，这些批评中有一些提到AI的路径选择问题、一些提到AI问题、一些提到无趣的新特色。

## 资料片
2007年3月30日，世嘉宣布将会发行新资料片《中世纪II：全面战争之王国》。资料片随后在2007年8月28日于美国发行，在8月31日于英国发行，在9月7日于澳大利亚发行。这款资料片包括4个帝国会战模式：
- 美洲风云——4个可玩派系（新西班牙、阿兹特克帝国、瑪雅人、阿帕契人），3个可解锁派系（奇奇梅克人、特拉斯卡拉聯邦、塔拉斯卡城邦），地图为从洪都拉斯到德克萨斯的美洲
- 英伦霸主——5个可玩派系（英格兰王國、蓋爾爱尔兰部落、苏格兰王國、威尔士公國、挪威王國），地图为不列颠群岛
- 天国王朝——5个可玩派系（耶路撒冷王国、安条克公国、阿尤布王朝、塞爾柱帝國、拜占庭帝国），地图为北非和中東地區。
- 条顿悲歌——4个可玩派系（条顿骑士团國、立陶宛大公國、丹麦王國、诺夫哥罗德共和国），两个可解锁派系（波蘭王國和神圣罗马帝国），地图为从德国到俄罗斯的东北欧地区。

每个帝国会战模式都有一个小世界地图（比如不列颠群岛）和很多据点，但是小世界地图比原版同樣位置的據點較多,例如原版不列颠群岛共分为7个据点，而在英伦霸主模式中有更多。